# Franco Româna Brăila
Franco Româna Brăila war ein rumänischer Fußballverein aus Brăila. Er spielte nie in der höchsten rumänischen Liga, der Divizia A. Der größte Erfolg des Vereins ist das Erreichen des Viertelfinales um den rumänischen Pokal 1936.

## Geschichte
Franco Româna Brăila wurde in den 1920er-Jahren als Sportverein der französisch-rumänischen Gesellschaft in Brăila (Societatea Franco-Română de Material de Drum de Fier, später Promex), einem Unternehmen zur Reparatur von Eisen- und Straßenbahnen, gegründet. Der Verein spielte zunächst in der regionalen Meisterschaft von Brăila, konnte sich jedoch nie für die Endrunde um die rumänische Meisterschaft qualifizieren. Der größte Erfolg datiert aus dem Jahr 1931, als der Klub die Regionalmeisterschaft zwar gewinnen konnte, im Entscheidungsspiel jedoch Prahova Ploiești unterlag.
Mit Gründung der zweiten rumänischen Spielklasse, der Divizia B, im Jahr 1934 gehörte Franco Româna zu den Gründungsmitgliedern. In der Saison 1934/35 konnte der Verein den zweiten Platz der Staffel V erreichen. Die Saison 1935/36 wurde zur erfolgreichsten der Vereinsgeschichte. Der Klub gewann die Staffel V und verpasste erst in den Aufstiegsspielen den Sprung in die Divizia A. Gleichzeitig erreichte er nach Siegen über Oltul Turnu Măgurele und Erstligist Chinezul Timișoara das Viertelfinale um den rumänischen Pokal 1936. Dort unterlag er jedoch Unirea Tricolor Bukarest mit 4:6.
In den folgenden Jahren konnte der Verein zunächst nicht an diesen Erfolg anknüpfen. Er erreichte zwar noch zweimal das Achtelfinale um den rumänischen Pokal (1937/38 und 1938/39), spielte in der Liga jedoch nicht um den Aufstieg mit. Dies änderte sich in der Saison 1939/40, als Franco Româna seine Staffel gewinnen konnte. Der Verein verzichtete jedoch auf den Aufstieg. Nach der Spielzeit 1940/41 nahm er nicht mehr am Spielbetrieb teil. Nach dem Zweiten Weltkrieg wurde Dacia Unirea Brăila der Sportverein des Unternehmens.

## Erfolge
- Meister von Brăila: 1931
- Viertelfinale im rumänischen Pokal: 1936
- Aufstieg in die Divizia A: 1940